# Воксел
Воксел (енгл. Voxel, од речи volumetric и pixel, у преводу запремински пиксел) у тродимензионој графици представља најмањи део тродимензионог простора неке сцене, који се може обрађивати или приказати. Може се направити аналогија између воксела и пиксела: док воксел представља део тродимензионог простора коме се могу дати боја и друге особине, на исти начин пиксел представља део дводиомензионе слике.
Воксели често не садрже информацију о својим апсолутним координатама у простору, већ релативне координате у односу на друге вокселе. Примену налазе код медијума за представљање тродимензионе слике.